# 語音可延伸標記語言
語音可延伸標記語言（英語：Voice Extensible Markup Language，簡稱VoiceXML 或 VXML）是於互動式語音回應應用程式建立音訊對話的標準，用於開發音頻及聲音回應應用程式，例如銀行系統及自動客戶服務。來自網頁伺服器的超文本標記語言（HTML）被网页浏览器接收後，網頁瀏覽器能對其進行解析並視覺呈現出來，VoiceXML應用程式的開發及部署也類似這方式。VoiceXML文檔由語音瀏覽器解析。於一般的部署架構之下，用戶通常經由公共交换电话网（PSTN）跟語音瀏覽器互動。VoiceXML文檔以XML為基礎，是由（W3C）開發的標準。

## 用法
VoiceXML應用程式於各行業及商業領域廣泛使用，包括訂單查詢、包裹追蹤、駕駛方向、緊急通知、喚醒、航班跟踪、語音存取電子郵件、客戶關係管理、還按原方抓藥、音頻新聞雜誌、語音撥號、房地產信息和國家目錄援助等。
VoiceXML的標籤能指示語音瀏覽器提供语音合成、自動语音识别、對話管理和音頻播放。下面是一個VoiceXML文檔的例子：
```
<vxml
 
version=
"2.0"
 
xmlns=
"http://www.w3.org/2001/vxml"
>

  
<form>

    
<block>

      
<prompt>

        
Hello
 
world!

      
</prompt>

    
</block>

  
</form>

</vxml>

```

當一個VoiceXML解析器解析該文檔時，「Hello world」字句將以語音合成方式讀出。
通常情況下，HTTP被用作獲取VoiceXML頁面的傳送協議。一些應用程式可能使用靜態的VoiceXML頁面，而依靠動態的VoiceXML作頁面生成的應用程式則需使用應用程式伺服器，例如Tomcat、WebLogic、IIS或WebSphere。
從歷史上看，VoiceXML的平台供應商以各種不同方式執行其標準，並添加專有產品特點。但是，VoiceXML 2.0標準於2004年3月16日被採納為W3C推荐标准，闡明了大部分的差異之處。VoiceXML論壇為推廣標準用途的產業群，它提供了一個一致性測試過程，以證明供應商的執行方式的一致性。

## 歷史
為了開發一個用於語音對話的標準標記語言，美国电话电报公司、IBM、朗訊科技及摩托罗拉於1999年3月構成了VoiceXML論壇。同年9月，他們於論壇開放會員留言功能，並於2000年3月發佈了VoiceXML 1.0。不久後，他們把標準的控制權移交至W3C。其後W3C生產了數個中間版本，並於2004年3月生產了最終推薦階段的VoiceXML 2.0。
基於VoiceXML 2.0的反饋，VoiceXML 2.1 （页面存档备份，存于）的新增功能相對較少。VoiceXML 2.1能向下兼容VoiceXML 2.0，並於2007年6月達致W3C推薦階段。

## 將來發展
VoiceXML 3.0 （页面存档备份，存于）將會是VoiceXML的下一個主要發行版，包含新的主要特點。它包含一個新的XML狀態圖描述語言，名為SCXML。

## 外部連結
- （英文）W3C語音瀏覽器工作組 （页面存档备份，存于），官方VoiceXML標準
- （英文）VoiceXML論壇 （页面存档备份，存于），VoiceXML商標持有人
- （英文）DMOZ 開放式目錄列表——VoiceXML （页面存档备份，存于）
- （英文）VoiceXML教程